# FIVB World Tour 2010 der Männer

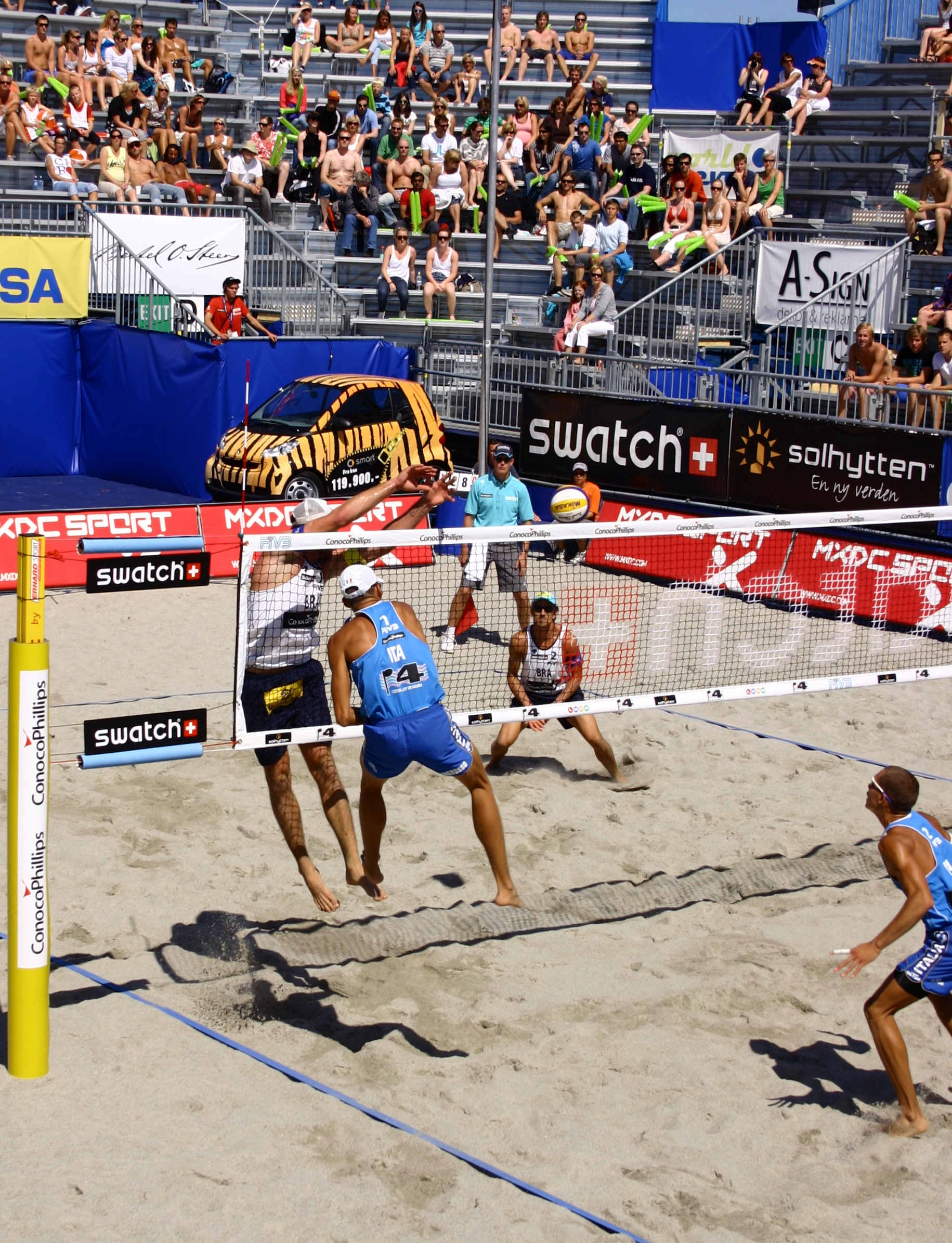
Spielgeschehen während der FIVB World Tour in Stavanger (2010)

Die FIVB World Tour 2010 der Männer bestand aus 14 Beachvolleyball-Turnieren, von denen sechs als Grand Slam und die anderen acht als Open ausgetragen wurden.

## Turniere

### Brasília Open (20. bis 25. April)
| Platz | Team                                   |
| ----- | -------------------------------------- |
| 1     | Todd Rogers / Phil Dalhausser          |
| 2     | Emanuel Rego / Alison Cerutti          |
| 3     | Benjamin Insfran / Bruno Oscar Schmidt |
| 4     | Pedro Cunha / Thiago Santos Barbosa    |
| 5     | Ricardo Santos / Pedro Solberg         |
| 5     | Grzegorz Fijałek / Mariusz Prudel      |
| 7     | Julius Brink / Jonas Reckermann        |
| 7     | Martin Laciga / Jefferson Bellaguarda  |

Wie schon im Vorjahr, startete die Tour der Männer auch 2010 im April in der Hauptstadt Brasiliens. In der Country Quota konnten Kaczmarek/Schneider ihre deutschen Konkurrenten Böckermann/Urbatzka ausschalten, anschließend scheiterten sie in der ersten Qualifikationsrunde. Jonathan Erdmann und Kay Matysik waren für das Hauptfeld gesetzt, verloren jedoch gleich ihre ersten beiden Spiele. Besser erging es Sebastian Dollinger und Stefan Windscheif, die nach ihrer Auftaktniederlage zwei Spiele gewannen und den 13. Platz im Gesamtklassement belegten. Die amtierenden Weltmeister Brink/Reckermann wurden Siebte, nachdem sie sich in der Loserrunde den Olympiasiegern Rogers/Dalhausser geschlagen geben mussten, die das erste Finale des Jahres gegen die Brasilianer Emanuel Rego und Alison Cerutti für sich entscheiden konnten. Die Bronzemedaille bekamen Benjamin und Bruno nach ihrem Sieg über ihre brasilianischen Landsleute Cunha und Thiago.

### Shanghai Open (3. bis 8. Mai)
| Platz | Team                                   |
| ----- | -------------------------------------- |
| 1     | Pedro Solberg / Harley Marques         |
| 2     | Julius Brink / Jonas Reckermann        |
| 3     | Emanuel Rego / Alison Cerutti          |
| 4     | Todd Rogers / Phil Dalhausser          |
| 5     | Benjamin Insfran / Bruno Oscar Schmidt |
| 5     | Pablo Herrera / Adrián Gavira          |
| 7     | Florian Gosch / Alexander Horst        |
| 7     | David Klemperer / Eric Koreng          |

In der Qualifikation setzten sich Dollinger/Windscheif und Erdmann/Matysik durch, die vorher in der Country Quota Böckermann und Urbatzka besiegt hatten, beide qualifizierten Teams konnten jedoch in der Hauptrunde keinen Sieg erreichen. David Klemperer und Eric Koreng hingegen erkämpften den siebten Platz. Noch stärker waren Brink und Reckermann, die nach Siegen über die Spanier Herrera und Gavira sowie die Brasilianer Emanuel und Alison das Finale erreichten, dort aber gegen deren Landsleute Pedro und Harley unterlagen. Dritte wurden die gegen die Deutschen unterlegenen Südamerikaner, während sich die US-amerikanischen Olympiasieger mit dem vierten Platz begnügen mussten.

### Foro Italico Beach Volley Grand Slam in Rom (18. bis 23. Mai)
| Platz | Team                                |
| ----- | ----------------------------------- |
| 1     | Todd Rogers / Phil Dalhausser       |
| 2     | Emanuel Rego / Alison Cerutti       |
| 3     | Pablo Herrera / Adrián Gavira       |
| 4     | Julius Brink / Jonas Reckermann     |
| 5     | Ricardo Santos / Pedro Solberg      |
| 5     | Grzegorz Fijałek / Mariusz Prudel   |
| 5     | David Klemperer / Eric Koreng       |
| 5     | Pedro Cunha / Thiago Santos Barbosa |

Nach erfolgreicher Qualifikation überstanden Jonathan Erdmann und Kay Matysik auch die Gruppenspiele und die anschließende erste Hauptrunde beim ersten Grand Prix der Saison, scheiterten erst im Achtelfinale an den späteren Siegern Todd Rogers und Phil Dalhausser. Für Klemperer/Koreng war das Viertelfinale nach der Niederlage gegen die späteren Endspielteilnehmer Alison und Emanuel Endstation in diesem Turnier. Julius Brink und Jonas Reckermann wurden Vierte, nachdem im kleinen Finale die Spanier Herrera und Gavira an diesem Tag zu stark für die beiden Deutschen waren.

### Mysłowice Open (25. bis 30. Mai)
| Platz | Team                               |
| ----- | ---------------------------------- |
| 1     | Todd Rogers / Phil Dalhausser      |
| 2     | Pablo Herrera / Adrián Gavira      |
| 3     | Julius Brink / Jonas Reckermann    |
| 4     | Emanuel Rego / Alison Cerutti      |
| 5     | Grzegorz Fijałek / Mariusz Prudel  |
| 5     | Reinder Nummerdor / Richard Schuil |
| 7     | David Klemperer / Eric Koreng      |
| 7     | Petr Beneš / Přemysl Kubala        |

Nach drei Siegen in der Qualifikation verabschiedeten sich Mischa Urbatzka und Marcus Popp mit zwei Hauptrundenniederlagen von den polnischen Open. Die übrigen deutschen Teams starteten mit Siegen in das Turnier. Dollinger und Windscheif belegten in der Tabelle am Ende den 17. Platz, Klemperer/Koreng landeten zehn Plätze weiter vorn. Julius Brink und Jonas Reckermann konnten sich nach ihrer Niederlage gegen Rogers/Dalhausser, die anschließend auch das Finale gegen Herrera und Gavira gewannen, revanchieren für das verlorene Halbfinale in Rom. Im Spiel um den dritten Platz besiegten die Deutschen ihre damaligen Bezwinger Alison Cerutti und Emanuel Rego und sicherten sich die Bronzemedaille.

### Grand Slam in Moskau (8. bis 14. Juni)
| Platz | Team                                    |
| ----- | --------------------------------------- |
| 1     | Wu Penggen / Xu Linyin                  |
| 2     | Todd Rogers / Phil Dalhausser           |
| 3     | Julius Brink / Jonas Reckermann         |
| 4     | Casey Jennings / Bradley Keenan         |
| 5     | Pablo Herrera / Adrián Gavira           |
| 5     | Pedro Solberg / Harley Marques          |
| 5     | Sergei Prokopjew / Juri Bogatow         |
| 5     | Sebastian Dollinger / Stefan Windscheif |

Erdmann und Matysik überstanden nach erfolgreicher Country Quota gegen Kaczmarek/Schneider auch die Qualifikation, konnten jedoch in ihrer Vorrundengruppe kein Gruppenspiel gewinnen. Durch ihren einzigen Sieg in dieser Gruppe gegen ihre deutschen Rivalen blieben Sebastian Dollinger und Stefan Windscheif im Wettbewerb und erreichten mit zwei weiteren gewonnenen Spielen das Viertelfinale. Sie scheiterten dort genauso wie eine Runde später ihre Landsmänner Brink/Reckermann an den Olympiasiegern Todd Rogers und Phil Dalhausser. Die US-Amerikaner unterlagen im Finale den Chinesen Wu und Xu, zuvor hatten sich die deutschen Weltmeister die Bronzemedaille durch einen Erfolg über Casey Jennings und Bradley Keenan gesichert.

### Patria Direct Open in Prag (15. bis 20. Juni)
| Platz | Team                                   |
| ----- | -------------------------------------- |
| 1     | Todd Rogers / Phil Dalhausser          |
| 2     | Emanuel Rego / Alison Cerutti          |
| 3     | Julius Brink / Jonas Reckermann        |
| 4     | Wu Penggen / Xu Linyin                 |
| 5     | Benjamin Insfran / Bruno Oscar Schmidt |
| 5     | Jacob Gibb / Sean Rosenthal            |
| 7     | Pablo Herrera / Adrián Gavira          |
| 7     | Pedro Cunha / Thiago Santos Barbosa    |

Da nur vier deutsche Beachpaare in Tschechien am Start waren, konnten Erdmann/Matysik und Böckermann/Urbatzka direkt in der Qualifikation starten, die beide Teams nicht überstanden. David Klemperer und Eric Koreng erreichten nach einem Sieg und zwei Niederlagen den 17. Platz. Besser lief es für Brink/Reckermann, bevor sie im Halbfinale zum wiederholten Mal in dieser Saison an den Olympiasiegern scheiterten. Zum dritten Mal in diesem Jahr hieß das Finale Rogers/Dalhausser gegen Emanuel/Alison und zum dritten Mal gewannen die US-Amerikaner die Goldmedaille, die Deutschen belegten zum dritten Mal in Folge den Bronzerang durch einen Sieg über die chinesischen Gewinner von Moskau

### Grand Slam in Stavanger (29. Juni bis 4. Juli)
| Platz | Team                                   |
| ----- | -------------------------------------- |
| 1     | David Klemperer / Eric Koreng          |
| 2     | Tarjei Skarlund / Martin Spinnangr     |
| 3     | Todd Rogers / Phil Dalhausser          |
| 4     | Pablo Herrera / Adrián Gavira          |
| 5     | Emanuel Rego / Alison Cerutti          |
| 5     | Matthew Fuerbringer / Nicholas Lucena  |
| 5     | Jaroslaw Koschkarjow / Igor Kolodinski |
| 5     | Pedro Cunha / Thiago Santos Barbosa    |

Da sich Julius Brink und Jonas Reckermann in Prag schwerwiegende Knieverletzungen zugezogen hatten, waren nur vier deutsche Teams am Start. Erdmann/Matysik überstanden die Qualifikation, gewannen in ihrer Vorrundengruppe zwei Spiele und schieden nach einem weiteren Sieg erst im Achtelfinale aus. Ähnlich gut verlief das Turnier für Marcus Popp und Mischa Urbatzka. Den Siegen in der Qualifikation folgten drei Erfolge in der Gruppenphase, u. a. gegen Windscheif/Dollinger, die ohne Sieg ausschieden, und gegen die an Nummer zwei gesetzten Brasilianer Emanuel Rego und Alison Cerutti. Damit zogen Popp und Urbatzka direkt ins Achtelfinale ein, verloren dort jedoch gegen die späteren Silbermedaillengewinner Skarlund und Spinnangr. Ungeschlagen beendeten David Klemperer und Eric Koreng den Grand Slam in Norwegen, sie sicherten sich damit ihren ersten World Tour Erfolg überhaupt. Im Halbfinale hatten sie Todd Rogers und Phil Dalhausser besiegt, die sich gegen die Spanier Pablo Herrera und Adrián Gavira im Spiel um den dritten Platz durchsetzen konnten.

### Grand Slam in Gstaad (6. bis 11. Juli)
| Platz | Team                                   |
| ----- | -------------------------------------- |
| 1     | Todd Rogers / Phil Dalhausser          |
| 2     | David Klemperer / Eric Koreng          |
| 3     | Ricardo Santos / Márcio Araújo         |
| 4     | Grzegorz Fijałek / Mariusz Prudel      |
| 5     | Jacob Gibb / Sean Rosenthal            |
| 5     | Matthew Fuerbringer / Nicholas Lucena  |
| 5     | Jaroslaw Koschkarjow / Igor Kolodinski |
| 5     | Pedro Cunha / Thiago Santos Barbosa    |

In der Country Quota besiegten Böckermann und Urbatzka Kaczmarek und Schneider, schieden jedoch in der ersten Qualifikationsrunde aus. Erdmann/Matysik belegten nach einem Sieg in der Gruppenphase den 17. Platz. Ein 'fragwürdiger Modus’ laut www.beach-volleyball.de bescherte Stefan Windscheif und Sebastian Dollinger das Aus. Obwohl sie im Satzverhältnis besser als beide Kontrahenten und im Ballquotienten besser als ein Gegner waren, landeten sie auf dem vierten und letzten Platz ihrer Vorrundengruppe. Profitiert haben von dieser Regelung Eric Koreng und David Klemperer, die sich anschließend bis ins Endspiel vorkämpften. Dort gelang jedoch Phil Dalhausser und Todd Rogers die Revanche für die Finalniederlage in Stavanger. Dritte wurden die ehemaligen Weltmeister Márcio Araújo und Ricardo Santos, die im kleinen Finale die Polen Grzegorz Fijalek und Mariusz Prudel bezwangen.

### World Series 13 Marseille (20. bis 25. Juli)
| Platz | Team                                   |
| ----- | -------------------------------------- |
| 1     | Wu Penggen / Xu Linyin                 |
| 2     | Mārtiņš Pļaviņš / Jānis Šmēdiņš        |
| 3     | Grzegorz Fijałek / Mariusz Prudel      |
| 4     | Florian Gosch / Alexander Horst        |
| 5     | Martin Laciga / Jefferson Bellaguarda  |
| 5     | Benjamin Insfran / Bruno Oscar Schmidt |
| 7     | Alexei Jutwalin / Andrei Marischew     |
| 7     | Sascha Heyer / Patrick Heuscher        |

Nils Rohde und Stefan Köhler scheiterten in der Qualifikation, die Mischa Urbatzka und Markus Böckermann unbeschadet überstanden, in der Hauptrunde gab es jedoch keinen Sieg für die beiden Deutschen. Mit je einem gewonnenen Spiel erreichten Stefan Windscheif und Sebastian Dollinger sowie Jonathan Erdmann mit seinem Interimspartner Marcus Popp gemeinsam mit sechs anderen Teams den 17. Platz. Nachdem mehrere topgesetzte Teams nicht an den Start gingen und die Spanier Herrera/Gavira als Nummer eins dieses Turniers nur auf dem neunten Platz landeten, war der Weg frei für die Chinesen Wu Penggen und Xu Linyin zu ihrer zweiten Goldmedaille in diesem Jahr. Zweite wurden die Letten Plavins und Smedins, die Bronzemedaille gewannen die Vierten von Gstaad, Fijalek/Prudel, die die Österreicher Gosch und Horst im Spiel um den dritten Platz besiegen konnten.

### Grand Slam in Klagenfurt (27. Juli bis 1. August)
| Platz | Team                                  |
| ----- | ------------------------------------- |
| 1     | Todd Rogers / Phil Dalhausser         |
| 2     | Matthew Fuerbringer / Nicholas Lucena |
| 3     | Emanuel Rego / Alison Cerutti         |
| 4     | Ricardo Santos / Márcio Araújo        |
| 5     | Grzegorz Fijałek / Mariusz Prudel     |
| 5     | Jacob Gibb / Sean Rosenthal           |
| 5     | Pablo Herrera / Adrián Gavira         |
| 5     | Clemens Doppler / Matthias Mellitzer  |

Die deutsche Country Quota gewannen Stefan Schneider und Thomas Kaczmarek gegen Markus Böckermann und Mischa Urbatzka, scheiterten anschließend jedoch in der ersten Qualifikationsrunde. In der Hauptrunde verabschiedeten sich Dollinger/Windscheif ohne Sieg vom Grand Slam in Klagenfurt, Eric Koreng und David Klemperer besiegten zwar die Österreicher Gosch und Horst, nachdem diese jedoch den besten Ballquotienten von drei punktgleichen Teams hatten, kamen sie als Gruppenzweite weiter, für die Deutschen bedeutete dagegen die Niederlage im direkten Vergleich gegen Lochhead/Pitman das Aus, obwohl die Neuseeländer den niedrigeren Ballquotienten hatten und beide Teams satzgleich waren. Als einziges deutsches Duo erreichten Jonathan Erdmann und Kay Matysik die nächste Runde, nach einem 2:0-Erfolg gegen die Kasachen Sidorenko und Dyachenko verloren sie jedoch ihr folgendes Spiel gegen Alison/Emanuel, die gemeinsam mit ihren Landsleuten Ricardo/Araujo und Fuerbringer/Lucena sowie Rodgers/Dalhausser das Halbfinale erreichten. Beide US-amerikanischen Duos setzten sich durch, das Finale gewannen die topgesetzten Olympiasieger und sicherten sich damit ihre bereits sechste Goldmedaille im Jahr 2010. Die Bronzemedaille gewannen Alison Cerutti und Emanuel Rego.

### Mazuri Grand Slam in Stare Jabłonki (3. bis 8. August 2010)
| Platz | Team                            |
| ----- | ------------------------------- |
| 1     | Todd Rogers / Phil Dalhausser   |
| 2     | Julius Brink / Jonas Reckermann |
| 3     | Ricardo Santos / Márcio Araújo  |
| 4     | David Klemperer / Eric Koreng   |
| 5     | Petr Beneš / Přemysl Kubala     |
| 5     | Jacob Gibb / Sean Rosenthal     |
| 5     | Pedro Solberg / Harley Marques  |
| 5     | Emanuel Rego / Alison Cerutti   |

Sebastian Dollinger und Marcus Popp setzten sich in der Country Quota gegen Böckermann/Urbatzka durch, verloren jedoch in der ersten Qualifikationsrunde. Während Erdmann/Matysik die Poolrunde nicht überstanden, erreichten die beiden deutschen Spitzenduos Brink/Reckermann und Klemperer/Koreng die Runde der letzten Vier. Das deutsch-deutsche Halbfinale entschieden amtierenden Weltmeister für sich. Turniersieger wurden erneut die US-Amerikaner Rogers/Dalhausser, die im anderen Semifinale Marcio Araujo und Ricardo Santos besiegt hatten. Das Spiel um den dritten Platz entschieden die Brasilianer gegen David Klemperer und Eric Koreng für sich.

### Kristiansand Open (10. bis 15. August 2010)
| Platz | Team                                   |
| ----- | -------------------------------------- |
| 1     | Todd Rogers / Phil Dalhausser          |
| 2     | Pedro Solberg / Harley Marques         |
| 3     | Emanuel Rego / Alison Cerutti          |
| 4     | Ricardo Santos / Márcio Araújo         |
| 5     | Benjamin Insfran / Bruno Oscar Schmidt |
| 5     | Jason Lochhead / Kirk Pitman           |
| 7     | Wu Penggen / Xu Linyin                 |
| 7     | Matthew Fuerbringer / Nicholas Lucena  |

Die europäischen Top-Teams waren in Norwegen nicht am Start, da zur gleichen Zeit die Beachvolleyball-Europameisterschaften in Berlin stattfanden. Köhler/Rohde scheiterten in der zweiten Runde der Qualifikation, Popp/Götz sowie Böckermann/Urbatzka verloren ihre ersten beiden Hauptrundenspiele und schieden vorzeitig aus. Drei brasilianische Teams erreichten das Halbfinale, Turniersieger wurden zum achten Mal in dieser Saison Todd Rogers und Phil Dalhausser. Sie besiegten im Halbfinale Marcio Araujo und Ricardo und anschließend Harley und Pedro, die zum zweiten Mal im Jahr 2010 das Finale erreicht hatten. Die Bronzemedaille sicherten sich Alison Cerutti und Emanuel Rego.

### Åland Open (17. bis 22. August 2010)
| Platz | Team                                    |
| ----- | --------------------------------------- |
| 1     | Todd Rogers / Phil Dalhausser           |
| 2     | Ricardo Santos / Márcio Araújo          |
| 3     | Wu Penggen / Xu Linyin                  |
| 4     | Pablo Herrera / Adrián Gavira           |
| 5     | Mārtiņš Pļaviņš / Jānis Šmēdiņš         |
| 5     | Andy Cès / Kevin Cès                    |
| 7     | Sebastian Dollinger / Stefan Windscheif |
| 7     | Benjamin Insfran / Bruno Oscar Schmidt  |

Das vorletzte Männerturnier des Jahres fand statt in Mariehamn. Die drei deutschen teilnehmenden Teams waren für das Hauptfeld qualifiziert. Julius Brink und Jonas Reckermann gewannen ihr erstes Spiel, verloren jedoch die beiden folgenden Begegnungen, das bedeutete in der Endabrechnung den 17. Platz. Mischa Urbatzka und Markus Böckermann wurden 13. nach je zwei gewonnenen und verlorenen Partien. Bestes deutsches Paar in Finnland waren Sebastian Dollinger und Stefan Windscheif. Die beiden Beachvolleyballer des Hamburger SV verloren nur gegen die Chinesen Wu/Xu (Setzliste Nr. 4) und gegen die an Nummer sechs gelisteten Letten Plavins und Smedins. Dem gegenüber standen vier Siege. Der mit den Brasilianern Benjamin und Bruno geteilte siebte Platz bedeutete die zweitbeste Platzierung des Jahres bis zu diesem Zeitpunkt. In der Vorschlussrunde setzten sich Todd Rogers und Phil Dalhausser gegen die Spanier Herrera/Gavira durch, gewannen auch das anschließende Finale gegen Marcio Araujo und Ricardo, allerdings denkbar knapp im dritten Satz mit 15:13, und siegten damit bereits zum neunten Mal bei einem World Turnier in diesem Jahr. Die im anderen Halbfinale gegen die Brasilianer unterlegenen Wu und Xu sicherten sich die Bronzemedaille.

### Den Haag Open (24. bis 29. August 2010)
| Platz | Team                                   |
| ----- | -------------------------------------- |
| 1     | Casey Jennings / Kevin Wong            |
| 2     | Benjamin Insfran / Bruno Oscar Schmidt |
| 3     | Matthew Fuerbringer / Nicholas Lucena  |
| 4     | Emiel Boersma / Daan Spijkers          |
| 5     | Bo Søderberg / Anders Lund Hoyer       |
| 5     | Matteo Ingrosso / Matteo Martino       |
| 7     | Tarjei Skarlund / Martin Spinnangr     |
| 7     | Sam Boehm / Isaac Kapa                 |

In Abwesenheit der schon vorher feststehenden Tour Champions Rogers/Dalhausser, der beiden stärksten brasilianischen Teams sowie der deutschen Elite, die bei den nationalen Meisterschaften am Timmendorfer Strand versammelt war, erreichten ein australisches, ein dänisches, ein norwegisches, ein niederländisches, ein italienisches und ein brasilianisches Duo die Runde der besten Acht, dazu kamen zwei US-amerikanische Paare. Die bis dahin ungeschlagenen Benjamin/Bruno und Jennings/Wong trafen im Finale aufeinander, in dem sich die an Nummer 21 gesetzten US-Amerikaner durchsetzen konnten. Ihre topgesetzten Landsleute Fuerbringer/Lucena sicherten sich nach einem Sieg über das bestplatzierte Team aus dem Gastgeberland Boersma/Spijkers die Bronzemedaille. Gemeinsame Fünfte wurden beim letzten Männerturnier des Jahres die Dänen Hoyer/Soderberg und die Italiener Ingrosso/Martino, den siebten Platz belegten die Norweger Skarlund/Spinnangr und die Australier Boehm/Kapa.

## Auszeichnungen des Jahres 2010
| FIVB Tour Champion    | Todd Rogers / Phil Dalhausser |
| Team of the year      | Todd Rogers / Phil Dalhausser |
| Most Outstanding      | Phil Dalhausser               |
| Sportsperson          | Emanuel Rego                  |
| Top Rookie            | Karl Jaani                    |
| Most Inspirational    | Linyin Xu                     |
| Most Improved Player  | Bruno Oscar Schmidt           |
| Best Blocker          | Phil Dalhausser               |
| Best Hitter           | Phil Dalhausser               |
| Best Offensive Player | Phil Dalhausser               |
| Best Server           | Igor Kolodinski               |
| Best Setter           | Phil Dalhausser               |
| Best Defensive Player | Todd Rogers                   |

Quelle: 